# Моховское сельское поселение (Залегощенский район)
Моховское се́льское поселе́ние — муниципальное образование в Залегощенском районе Орловской области Российской Федерации.
Административный центр — село Моховое.

## История
Статус и границы сельского поселения установлены Законом Орловской области от 3 сентября 2004 года № 424-ОЗ «О статусе, границах и административных центрах муниципальных образований на территории Залегощенского района Орловской области».

## Население
| 2010  | 2012  | 2013  | 2014  | 2015  | 2016  | 2017  |
| ----- | ----- | ----- | ----- | ----- | ----- | ----- |
| 1706  | ↘1652 | ↘1615 | ↘1587 | ↘1568 | ↘1559 | ↘1532 |
| 2018  | 2019  | 2020  | 2021  | 2023  |       |       |
| ↘1526 | ↘1512 | ↗1529 | ↘1151 | ↘1125 |       |       |

## Состав сельского поселения
| №  | Населённый пункт    | Тип населённого пункта       | Население |
| -- | ------------------- | ---------------------------- | --------- |
| 1  | Желябуга            | хутор                        | 0         |
| 2  | Желябугские Выселки | деревня                      | 8         |
| 3  | Заря                | посёлок                      | 0         |
| 4  | Золотарёво Третье   | деревня                      | 16        |
| 5  | Казинка             | деревня                      | ↘110      |
| 6  | Кировский           | посёлок                      | 1         |
| 7  | Красный Хутор       | посёлок                      | 1         |
| 8  | Кривцово Второе     | деревня                      | 1         |
| 9  | Мелынь              | посёлок                      | ↘26       |
| 10 | Моховая             | деревня                      | 43        |
| 11 | Моховое             | село, административный центр | ↘904      |
| 12 | Подмаслово          | деревня                      | ↘79       |
| 13 | Ржаное              | деревня                      | ↘255      |
| 14 | Станы               | деревня                      | 18        |
| 15 | Степной             | посёлок                      | 62        |
| 16 | Фёдоровка           | деревня                      | 11        |
| 17 | Филатово            | деревня                      | ↘139      |
| 18 | Чижи                | деревня                      | 6         |
| 19 | Чичирино            | деревня                      | 19        |
| 20 | Шишково             | деревня                      | 1         |
| 21 | Юдино               | деревня                      | 1         |